# Mike Amesbury
Michael Lee Amesbury (6 mei 1969) is een Brits politicus die van 2017 tot 2025 lid was van het Engelse lagerhuis voor de kiesdistricten Runcorn en Helsby (voorheen Weaver Vale). Hij was lid van de Labour Party, maar werd in oktober 2024 geschorst. In januari 2025 zegde hij zijn partijlidmaatschap op.

## Biografie
Amesbury werd geboren in Manchester en groeide op in West Yorkshire. Hij werd in 1987 lid van Labour en was actief als administratief secretaris voor de partij en later politiek adviseur voor Labourpolitici in Greater Manchester, waaronder Angela Rayner en Andy Burnham. Amesbury was van 2006 tot 2017 lid van de gemeenteraad van Manchester en van 2008 tot 2012 bestuurslid. Tussen 2018 en 2024 bekleedde hij diverse schaduwministerportefeuilles in het Parlement, onder meer voor Werkgelegenheid, Volkshuisvesting en Lokaal Bestuur.

## Parlementaire carrière
Amesbury werd bij de Britse Lagerhuisverkiezingen van 2017 verkozen tot parlementslid voor  het kiesdistrict Weaver Vale. Hij versloeg het zittende Conservatieve parlementslid Graham Evans met 51,5% van de stemmen.
Amesbury steunde hervormingen van het kiesstelsel, zoals evenredige vertegenwoordiging, en stemde in het referendum over het EU-lidmaatschap in 2016 voor behoud.
Van 2017 tot 2018 was Amesbury lid van de commissie Huisvesting, Gemeenschappen en Lokaal Bestuur. In januari 2018 werd hij benoemd tot parlementair privésecretaris van de schaduwminister van Werk en Pensioenen, Debbie Abrahams. In juli 2018 werd hij gepromoveerd tot schaduwminister van Werkgelegenheid .
In 2019 bood Amesbury ‘onvoorwaardelijk’ zijn excuses aan voor het delen van een antisemitische karikatuur op Facebook in 2013. Hij zei dat hij zich niet kon herinneren dat hij het bericht had gedeeld, maar dat hij zich "schaamde" en dat hij het niet opzettelijk had gedaan.

### Tweede termijn (2019–2024)
Bij de Britse Lagerhuisverkiezingen van 2019 werd hij herkozen om Weaver Vale te vertegenwoordigen met een kleinere meerderheid van 562 stemmen ten opzichte van de Conservatieve kandidaat.
In februari 2020 diende Amesbury een wetsvoorstel in om de kosten van schooluniformen te verlagen; het wetsvoorstel werd aangenomen als de Education (Guidance about Costs of School Uniforms) Act 2021.
In april 2020 werd hij benoemd tot schaduwminister van Volkshuisvesting en Planning, wat in mei 2021 werd teruggebracht tot Volkshuisvesting. Amesbury werd in november 2021 schaduwminister voor lokaal bestuur, maar trad in juni 2022 af om zich te concentreren op zijn werk voor zijn kiesdistrict. Van 2022 tot 2023 was hij lid van de Transportcommissie, waarna hij in september weer terugkeerde naar de frontlinie als schaduwminister voor Bouwveiligheid en Dakloosheid.
In juli 2023 werd een 56-jarige man veroordeeld voor het stalken en intimideren van Amesbury. De misdrijven vonden plaats van juni tot augustus 2022, en zijn straf omvatte een contactverbod.

### Derde termijn (2024–2025)
Amesbury werd bij de Britse Lagerhuisverkiezingen van 2024 met een meerderheid van bijna 15.000 verkozen om het nieuwe kiesdistrict Runcorn en Helsby te vertegenwoordigen. Weaver Vale was na grenswijzigingen afgeschaft en vervangen door dit nieuwe kiesdistrict.
Na zijn verkiezing keerde Amesbury terug naar de commissie Huisvesting, Gemeenschappen en Lokaal Bestuur en sloot hij zich aan bij de commissie Modernisering.
In maart 2025, na een veroordeling voor mishandeling en een gevangenisstraf, kondigde Amesbury aan dat hij zo snel mogelijk zou aftreden als parlementslid. Op 17 maart werd hij benoemd tot rentmeester en baljuw van de Chiltern Hundreds, een procedurele benoeming die ertoe leidde dat hij zijn parlementszetel moest verlaten. Dit leidde tot tussentijdse verkiezingen in het kiesdistrict Runcorn en Helsby die werden gewonnen door Sarah Pochin van Reform UK.

## Veroordeling voor mishandeling
Op 26 oktober 2024 omstreeks 02.15 uur werd Amesbury door Camrabeelden in Frodsham gefilmd terwijl het leek alsof hij een man op de grond sloeg. Amesbury riep: "Je zult dit parlementslid nooit meer bedreigen, toch?" De politie van Cheshire verklaarde dat er melding was gemaakt van een aanval en dat er geen arrestaties waren verricht. Uit de camera beelden, die later openbaar werden gemaakt, bleek dat Amesbury nog meer stoten uitdeelde terwijl de man languit op de grond lag. Omstanders kwamen tussenbeide om Amesbury tegen te houden.
In afwachting van het onderzoek naar het incident werd Amesbury door Labour administratief geschorst van het partijlidmaatschap. Getuigen verklaarden later dat de man aanvankelijk met Amesbury in gesprek was geraakt over een lokale brug die in de winter gesloten zou zijn, voordat de interacties tussen de mannen 'verhit' raakten. Op 7 november 2024 werd Amesbury aangeklaagd voor mishandeling en opgeroepen om voor de rechter te verschijnen. Op 16 januari bekende hij schuld en stapte uit Labour.
Op 24 februari 2025 verscheen Amesbury voor de rechtbank van Chester. Hij werd veroordeeld tot tien weken gevangenisstraf en werd overgebracht naar de Altcourse gevangenis. Hij zou 40 procent van zijn straf in de gevangenis doorbrengen en de rest in huisarrest op proefverlof. Er ontstond een publieke discussie over het feit dat Amesbury het salaris van zijn parlementslid zou blijven ontvangen tijdens zijn gevangenschap.
Op 27 februari ging Amesbury bij de Chester Crown Court in beroep tegen zijn vonnis. De rechter vond de oorspronkelijke straf van tien weken terecht, maar de straf werd toch omgezet naar twee jaar voorwaardelijk. Amesbury moest ook 20 dagen deelnemen aan de Rehabilitation Activity Requirement (RAR), voornamelijk gericht op woedebeheersing. De rechter merkte daarbij op dat Amesbury niet iemand is die zijn woedebeheersingsproblemen volledig onder controle heeft". Amesbury kreeg ook de opdracht om 200 uur onbetaald werk te verrichten en zich gedurende een periode van twaalf maanden te onderwerpen aan een Alcohol Monitoring Requirement. Op 10 maart kondigde Amesbury aan dat hij "zo spoedig mogelijk" uit het parlement zou treden .

## Persoonlijk leven
Amesbury is getrouwd en heeft een zoon.
Eind jaren 2000 leed hij aan depressies, wat resulteerde in gedrag van ‘zelfdestructie’ en bijna een einde maakte aan zijn huwelijk.
Amesbury is een supporter van Manchester United.